# Uruguai als Jocs Olímpics
L'Uruguai participà per primera vegada als Jocs Olímpics d'Estiu de 1924, i des d'aquell moment envia atletes per a competir als Jocs Olímpics d'estiu cada quatre anys, excepte el 1980, durant el boicot. L'Uruguai participà en els Jocs Olímpics d'Hivern una vegada, el 1998.
Els atletes uruguaians van guanyar un total de deu medalles, amb dues medalles d'or en futbol.
El Comitè Olímpic Nacional de l'Uruguai fou creat el 1923 i va ser reconegut pel Comitè Olímpic Internacional el mateix any.

## Medalles
| Jocs             | Medalla d'or | Medalla de plata | Medalla de bronze | Total |
| Pequín 2008      | 0            | 0                | 0                 | 0     |
| Sydney 2000      | 0            | 1                | 0                 | 1     |
| Tòquio 1964      | 0            | 0                | 1                 | 1     |
| Melbourne 1956   | 0            | 0                | 1                 | 1     |
| Helsinki 1952    | 0            | 0                | 2                 | 2     |
| Londres 1948     | 0            | 1                | 1                 | 2     |
| Los Angeles 1932 | 0            | 0                | 1                 | 1     |
| Àmsterdam 1928   | 1            | 0                | 0                 | 1     |
| París 1924       | 1            | 0                | 0                 | 1     |
| Total            | 2            | 2                | 6                 | 10    |

| Esport     | Medalla d'or | Medalla de plata | Medalla de bronze | Total |
| Futbol     | 2            | 0                | 0                 | 2     |
| Rem        | 0            | 1                | 3                 | 4     |
| Ciclisme   | 0            | 1                | 0                 | 1     |
| Basquetbol | 0            | 0                | 2                 | 2     |
| Boxa       | 0            | 0                | 1                 | 1     |
| Total      | 2            | 2                | 6                 | 10    |

## Classificats
| Jocs        | Núm. de classificats |
| ----------- | -------------------- |
| Sydney 2000 | 16                   |
| Atenes 2004 | 16                   |